# Tarija
Tarija est une ville du sud de la Bolivie et la capitale du département du même nom. Elle est située à 667 km du sud-est de la capitale bolivienne, La Paz. Sa population s'élevait à 205 375 habitants en 2012, ce qui en fait la ville la plus peuplée de la province de Cercado, dont elle est également la capitale.

## Géographie

### Géographie physique
Du point de vue de la géographie physique, Tarija est située sur les rives du río Nuevo Guadalquivir au centre d'une vallée tempérée, à 1 854 m d'altitude. Le climat tempéré qui caractérise la ville favorise les cultures et l'élevage dans la région. Les vignobles y sont d'ailleurs bien établis dans les régions rurales aux alentours de la ville. Les vins et alcools de Tarija doivent leur réputation qu'ils ont en Bolivie au climat de la région.
Le climat de Tarija est tempéré avec une température qui oscille entre 16 °C et 24 °C durant les mois chauds (octobre à avril) et entre 5 °C et 20 °C durant les mois les plus frais (mai à septembre). Durant les mois d'hiver, les températures demeurent généralement chaudes durant le jour pour devenir froides durant la nuit. Le climat de la ville peut être qualifié de semi-aride (BSh et BSk), tout en présentant certaines caractéristiques du climat océanique (Cwb), selon la classification de Köppen.   

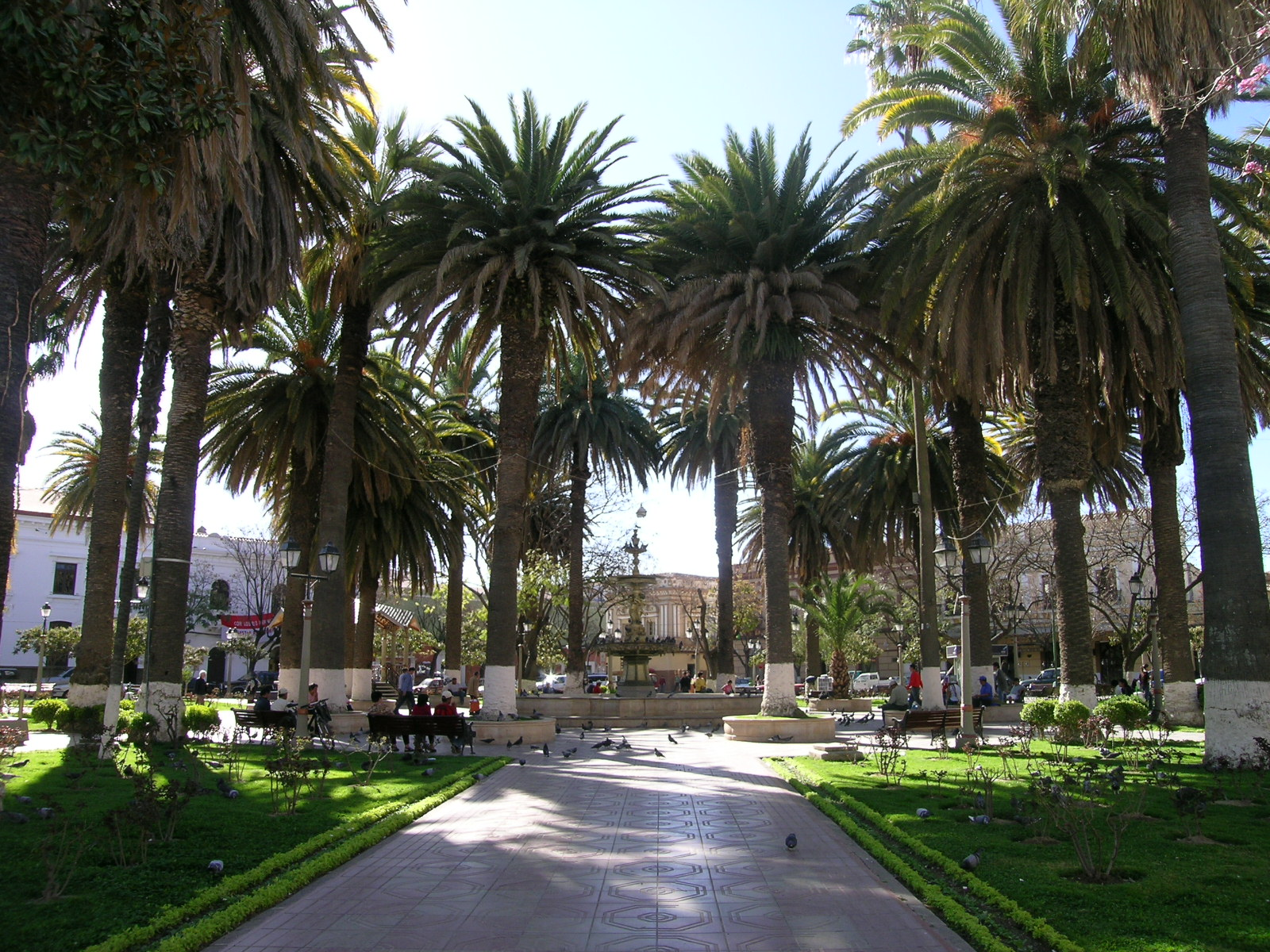
La place Luis-de-Fuentas, place principale du centre-ville de Tarija.

Quant à la pluviométrie moyenne, elle varie d'environ 38 millimètres par moi vers juillet jusqu'à 155 millimètres mensuellement vers janvier.

### Géographie politique
Administrativement, son territoire couvre entièrement le territoire de la province de Cercado, aucune autre municipalité ne se trouve dans la province. Tarija jouxte les municipalités de San Lorenzo et d'El Puente au nord et à l'ouest, la municipalité d'Yunchará au sud-ouest, la municipalité d'Uriondo au sud, la municipalité de Padcaya au sud-est et la municipalité d'Entre Ríos à l'est.

## Histoire
La ville de Tarija fut fondée le 4 juillet 1574 sous le nom de Villa de San Bernardo de la Frontera de Tarixa par un certain Luis de Fuentes y Vargas (natif de Séville), sur la rive gauche du río Nuevo Guadalquivir, suivant les ordres du vice-roi de Lima Francisco de Toledo. Elle doit son nom à Francisco de Tarija, un Andalou, membre de l'expédition de Diego de Almagro, qui est le premier Espagnol à visiter la vallée peuplée par une ethnie indienne appelée Tomata. Du mélange des Espagnols et des Tomatas est né un peuple métis, les Chapacos.
Un des principaux objectifs de l'ordre du vice-roi de fonder là une ville coloniale européenne, était de faire face aux incursions des Indiens Chiriguanos depuis le Gran Chaco.
L'origine du nom de la ville demeure néanmoins nébuleuse, mis à part une note historique datant de 1721, aucun document ne fait mention du lien entre le nom de la ville et celui de Francisco de Tarija. D'aucuns prétendent donc que le nom serait probablement d'origine indigène.
Grâce à son climat doux et tempéré, les productions agricoles et pastorales ont rapidement prospéré : vignes, blé, oranges, olives et bétail (bovin, porcin, ovin et équin). Cela favorisa un enracinement important de la population espagnole, principalement andalouse et basque, et la formation d'une culture de type gaucho (comme dans l'Argentine voisine).

## Démographie

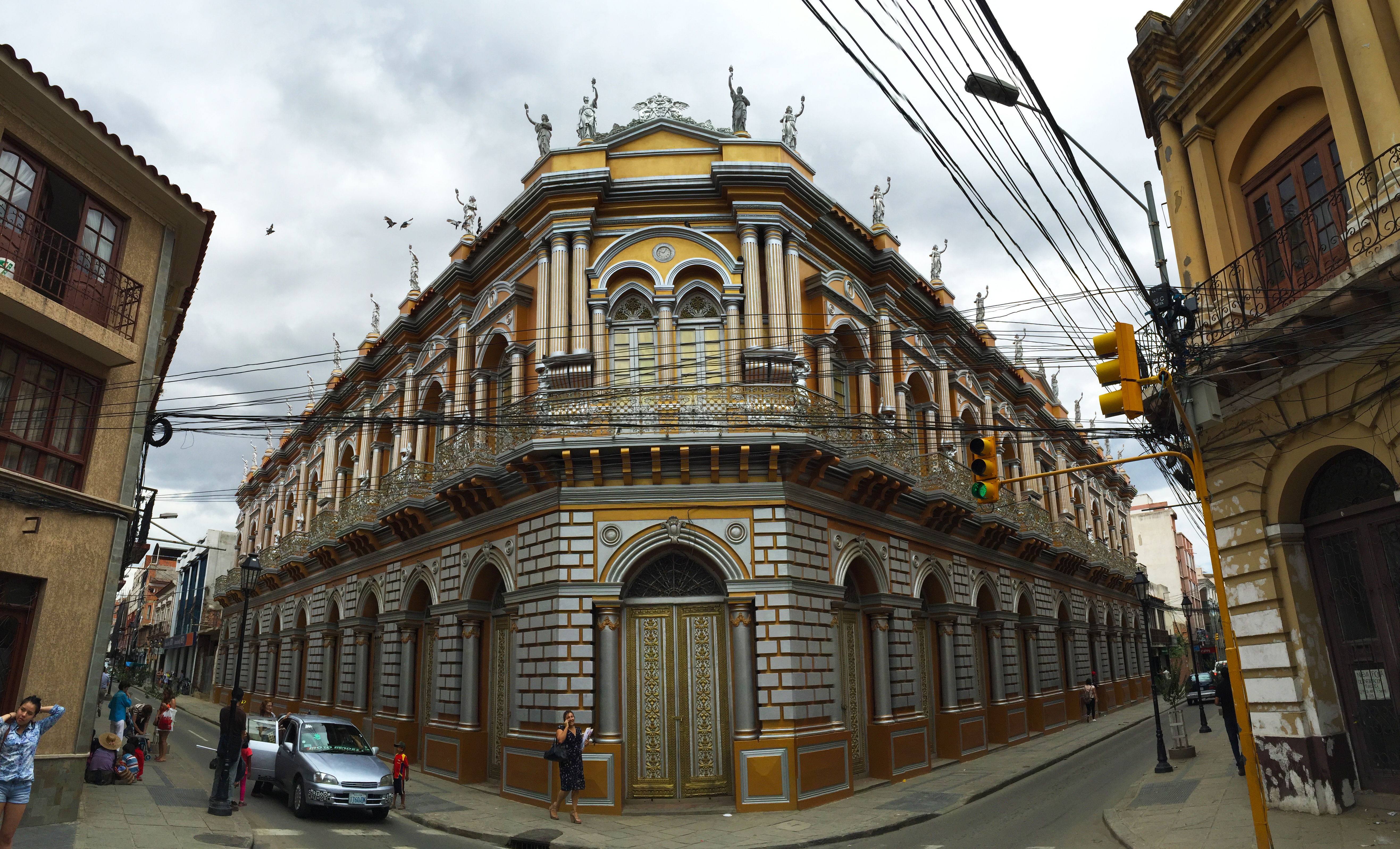
La maison Dorada, qui abrite notamment un musée.

Le tableau suivant présente la population de la ville de Tarija selon les données recueillies par les recensements. 
| 1992    | 2001    | 2012    | 2022 |
| ------- | ------- | ------- | ---- |
| 108 241 | 153 457 | 205 375 | —    |

## Personnalités liées à la commune
- Ramiro Vaca (1999-), footballeur bolivien né à Tarija.

## Évêché
- Diocèse de Tarija
- Cathédrale de Tarija

## Jumelages
- Tournai (Belgique) depuis 2001